# Stockvargspindel
Stockvargspindel (Acantholycosa lignaria) är en spindelart som först beskrevs av Carl Alexander Clerck 1757.  Stockvargspindel ingår i släktet Acantholycosa och familjen vargspindlar. Arten är reproducerande i Sverige. Inga underarter finns listade i Catalogue of Life.